# Escalier Daru
Escalier Daru (dansk: Daru-trappen), også kendt som Esclaier de la Victorie de Samothrace, er en af de største og mest ikoniske rum i Palais du Louvre, som huser Louvre-museet, i Paris. Rummet er opkaldt efter Pierre Daru, en minister under Napoleon 1.'s regering, og blev oprindeligt designet i 1850'erne af Hector Lefuel som en del af Napoleon 3.'s udvidelse af Louvre. Dens nuværende udseende, hvis stil kaldes strippet klassicisme, blev til i begyndelsen af 1930'erne.
Siden 1883 har rummets omdrejningspunkt været skulpturen Nike fra Samothrake, som regnes for et af Louvres mesterværker.

## Baggrund
Escalier Daru er den sidste i en række af monumentale trapper bygget for at servicere denne del af Louvre-paladset. I 1722, da den gamle dronningemoders lejligheder i stueetagen af Petite Galerie blev omdannet til residens for Mariana Victoria af Spanien, Ludvig 15. af Frankrigs trolovede, blev der opført en trappe der ledte direkte ind i Salon Carré på etagen ovenover - trappen blev kaldt Escalier de l'Infante efter Mariana Victoria. Efter hun vendte tilbage til Spanien efter kun tre år, blev Salon Carré rammerne for en årlig kunstudstilling af Académie des beaux-arts, og derfor bruges ordet Salon også om disse udstillinger. De besøgende brugte Escalier de l'Infante til at tilgå salonen fra Cour de la Reine, nu overdækket med glas som en atriumgård (siden 1934) og kendt som Cour du Sphinx.
Kort for sin død i 1780 designede Louvre-arkitekten Jacques-Germain Soufflot en ny trappe i den kontekst, at der var omfattende planer på vej om at etablere et offentligt museum i Louvres Grande Galerie. Soufflots design blev implementeret i 1781 af hans efterfølger, Maximilien Brébion. Den nye trappe, kaldet Escalier du Salon, som erstattede Escalier de l'Infante, startede i stueetagen i Cour de la Reine, som blev tiltænkt som hovedindgang til museet, og trappen ledte til det, der i dag er Salle Duchâtel på den næste etage, umiddelbart nord for Salon Carré i Le Vaus vinge parallelt med Petite Galerie mod vest.
Efter den første åbning af Museé du Louvre i 1793 og dets omorganisering af Napoleon 1. i begyndelsen af 1800-tallet, blev museets hovedindgang flyttet længere mod nord, gennem Rotonde de Mars på det, der i dag er det sydøstlige hjørne af Cour Napoléon. For effektivt at lede museets besøgende fra den nye hovedindgang til museets mesterværker i Grande Galerie, designede Napoleon 1.'s arkitekter Charles Percier og Pierre Fontaine en monumental trappe, hurtigt kaldet Escalier Percier et Fontaine, der startede ved siden af Rotonde de Mars og ledte direkte til Salon Carré. Det strukturelle arbejde blev færdiggjort i 1807, men de overdådige udsmykninger designet af Percier og Fontaine tog mange flere år af færdiggøre og blev først færdiggjort under deres overvågning i løbet af Restaurationen i Frankrig.

## Lefuels trappe
I forbindelse med Napoleon 3.'s udvidelse af Louvre, lavede Hector Lefuel en ny indgang til museet i stueetagen for Pavillon Denon, vest for den tidligere indgang. Derfra ledte to monumentale gallerier mod øst og vest og skulle ende i lige så monumentale trapper. I den vestlige ende blev en ny trappe (ligesom galleriet der ledte til trappen og pavillonen hvor trappen stod) opkaldt efter en anden af Napoleon 1.'s ministre, Nicolas François Mollien. I den østlige del ønskede Lefuel oprindeligt at bevare Percier et Fontaine-trappen på grund af dens æstetiske værdi, men dette ønske blev underkendt af Napoleon 3. eller hans statsminister Achille Fould, som insisterede på en ny trappe i samme akse med den nye komposition. Lefeul havde præsenteret otte gentagende projekter for at bevare Percier et Fontaine-trappens ensemble, men han gav til sidst op og nedtog det meste af trappen i 1865 for at gøre plads til den nye. På trods af nedrivningen formåede han at bevare nogle af lofterne og søjlerne af Percier et Fontaine-trappens øvre del i førstesalsværelserne, som i dag er beliggende mellem Escalier Daru og Salon Carré.

## Senere projekter
Escalier Daru var stadig ufærdig ved slutningen af det Andet Franske Kejserrige. Trappens nuværende omdrejningspunkt, skulpturen Nike fra Samothrake, blev først opsat efter Lefeuls død i 1880. Skulpturen blev fundet i Samothrake i 1863 og sendt til Paris i 1879. Skulpturen blev opsat på Escalier Daru i 1883.
I 1882 begyndte Lefeuls efterfølger, Edmond Guillaime, at lave planer for færdiggørelsen af trappen. Et hold af italienske specialister lavede farverige mosaikker til loftshvælvingerne, som forestillede Nike der holder palmeblade og portrætter af andre berømte skikkelser efter designs af maleren Jules-Eugène Lenepveu.
Den sidste del af færdiggørelsen af trappen blev designet af Louvre-arkitekten Camille Lefèvre og hans efterfølger fra 1930, Albert Ferran, i tidens Art deco-stil. Trappen blev færdiggjort mellem 1932-34 som en del af den større museumsmodernisering af Louvres direktør Henri Verne. Ferran tildækkede mosaikkerne med et sten-mønstret tapet, udvidede trapperne og trak Nike fra Samothrake frem for at gøre skulpturen mere prominent på trappen.
I 1997, i den tredje fase af Grand Louvre-projektet, blev Escalier Daru udvidet med en etage ned til den nyligt åbnede udstilling om arkaisk Grækenland i det, som tidligere har været Louvres omfattende kompleks af hestestalde fra midten af det 19. århundrede.
I begyndelsen af 2010'erne, hvor Nike fra Samothrake var midlertidigt fjernet for at undergå restaureringer, overvejede man at afdække mosaikkerne fra slutningen af det 19. århundrede. Dette forslag blev imidlertid afvist af Louvres kuratorer, og trappen ses i dag i dens udtryk fra 1930'erne.